# Głęboka woda (serial telewizyjny)
Głęboka woda – polski serial obyczajowy w reżyserii Magdaleny Łazarkiewicz, emitowany w TVP2 od 4 grudnia 2011. Pilotażowy odcinek serialu został wyemitowany 14 czerwca 2011. Dotychczas powstały dwie serie: pierwsza liczy 13, a druga 12 odcinków.
We wrześniu 2012 serial otrzymał nagrodę Prix Italia dla najlepszego serialu telewizyjnego roku.
Producent serialu TVP otrzymała na realizację dofinansowanie z Ministerstwa Pracy i Polityki Społecznej. Film został zrealizowany w ramach Projektu 1.18 Tworzenie i rozwijanie standardów usług pomocy i integracji społecznej. Zdjęcia powstawały we Wrocławiu, sceny basenowe kręcono na krytej pływalni w Tychach. TVP wyraziła chęć produkcji trzeciej serii.

## Fabuła
Serial ukazuje perypetie grupy pracowników ośrodka pomocy społecznej. To ludzie o wielkiej wrażliwości na losy wszystkich potrzebujących, słabszych, porzuconych przez najbliższych, a często również zepchniętych na margines społeczeństwa.
Dyrektorem ośrodka jest bezkompromisowy Wiktor Okulicki (Marcin Dorociński), który niedawno objął tam stanowisko. Chce on poprawić jakość oferowanych usług, by jak najlepiej zadbać o interesy podopiecznych OPS-u. Nie traci czasu na zbędne rozmowy, za to świetnie się sprawdza w działaniu na korzyść ludzi korzystających z pomocy. Sprawdzony zespół Okulickiego tworzą: Mika, Alina, Małgosia, Krystyna i Jerzy.

## Spis odcinków (seria I)
1. „Wielka woda”
2. „Powrót”
3. „Kultowy nauczyciel”
4. „Kumple”
5. „Pałac bezdomnych”
6. „Niebieska karta”
7. „Rola życia”
8. „Rodzinne sekrety”
9. „Pobyt tolerowany”
10. „Eurosieroty”
11. „Zawód fotoreporter”
12. „Psy”
13. „Coraz jaśniej”

## Spis odcinków (seria II)
1. „List z daleka”
2. „Podrzutek”
3. „Bez miłości”
4. „Solistka”
5. „Kryzys”
6. „Pułapka medialna”
7. „Piętno”
8. „Terapia rodzinna”
9. „Rozwiązanie”
10. „Rodzina”
11. „Więzienie”
12. „Szczęściarze”

## Obsada
| - Marcin Dorociński jako Wiktor Okulicki - Katarzyna Maciąg jako Mika - Marta Klubowicz jako Alina - Małgorzata Buczkowska jako Marta - Agnieszka Podsiadlik jako Małgosia |  | - Teresa Budzisz-Krzyżanowska jako Krystyna - Piotr Nowak jako Jerzy - Rafał Maćkowiak jako Maks - Gabriela Muskała jako Kalina Wilczyńska - Julia Kijowska jako psycholog Grażyna Konieczna - Marta Juras jako Iza |

## Pojawili się kilkukrotnie
| - Jerzy Grałek jako Konstanty, przyjaciel Krystyny - Julia Kerner jako Marysia, córka Wiktora - Maciej Kowalewski jako dziennikarz Kowalski, znajomy Wiktora - Barbara Kurzaj jako Edyta Zając - Barbara Lityńska jako Matylda, siostra Miki - Rafał Mohr jako Stefan - Juliusz Rodziewicz jako mężczyzna |  | - Łukasz Simlat jako Bolek Zając - Elżbieta Słoboda jako kierowniczka domu opieki - Kristof Szabo jako Antek, syn Wiktora - Leszek Sztokała jako alkoholik Wojtek (odc. 3), prowadzący walki psów (odc. 12) - Ewa Szykulska jako matka Kaliny - Marta Tadla-Orłowska jako Wiesia - Bartłomiej Topa jako Jacek Wrzesiński - Szymon Piotr Warszawski jako reporter |

## W poszczególnych odcinkach
Odcinek 1
| - Paulina Chapko − sekretarka - Krystyna Dmochowska − kobieta - Igor Kujawski − urzędnik - Marta Masłowska − lekarka |  | - Katarzyna Z. Michalska − Halina - Grzegorz Mielczarek − Irek - Tymon Terczyński − Gabryś |

Odcinek 2
| - Marta Horyza − Karolina Baka - Elżbieta Karkoszka − babcia Karoliny - Barbara Kurek − koleżanka Anety - Stanisław Melski − nachalny klient |  | - Dominika Ostałowska − Wioletta, mama Karoliny - Anita Poddębniak − pedagog - Emilia Stachurska − Aneta - Alan Urbanek − dyrygent chóru |

Odcinek 3
| - Lech Dyblik − znajomy Jacka Wrzesińskiego - Filip Garbacz − Rafał Wrzesiński - Agata Kulesza − Hanna Wrzesińska - Miłosz Olewicz − Staś Wrzesiński |  | - Winicjusz Rzymyszkiewicz − uczeń Jacka Wrzesińskiego - Julia Stachowicz − Julia Wrzesińska - Maciej Tomaszewski − dyrektor liceum - Martyna Witowska − nauczycielka |

Odcinek 4
| - Andrzej Gałła − sprzedawca warzyw - Marcin Jezierzański − Jacek, uczeń Bogusi - Halina Skoczyńska − Bogusia |  | - Monika Wilczak − narkomanka - Krzysztof Zawadzki − Leszek, syn Bogusi |

Odcinek 5
| - Mariusz Adamski − strażnik miejski - Maciej Buda − strażnik miejski - Elżbieta Czerwińska − Łucja, siostra „Tereni" - Ryszard Herba − „Dzida" - Sławomir Holland − bimbrownik - Edward Kalisz − sąsiad - Wiesław Komasa − Witold |  | - Michał Mrozek − bimbrownik - Edwin Petrykat − prezes ogródków działkowych - Waldemar Ratuszniak − policjant - Jerzy Senator − lekarz Antka - Andrzej Szopa − Bronek - Krystyna Wachelko − Agata „Terenia” Dobrzyńska |

Odcinek 6
| - Dorota Abbe − adwokat - Agnieszka Cywka − terapeutka Zosia - Stanisław Cywka − Radek |  | - Aleksander Gurański − Mikołaj - Małgorzata Osiej-Gadzina − Ola - Ewelina Paszke-Lowitzsch − sędzia |

Odcinek 7
| - Vadim Afanassiev − konsul - Wiesław Cichy − polityk - Włodzimierz Dyła − „święty Stanisław” Grudecki |  | - Mirosław Haniszewski − dziennikarz telewizyjny - Bartosz Opania − aktor Karol Tomiak - Oskana Pryjmak − Ludmiła, gosposia Tomiaka |

Odcinek 8
| - Sara Celler-Jezierska − recepcjonistka - Lech Gwit − Władysław - Grażyna Kruk-Schejbal − nachalna klientka ośrodka |  | - Sława Kwaśniewska − Helena - Dorota Pomykała − Monika Karcz, córka Heleny |

Odcinek 9
| - Jan Blecki − lekarz - Katarzyna Dworak − lekarka - Radosław Jamroż − Benek Łokatos - Małgorzata Kałuzińska − pacjentka - Klaudia Kąca − pielęgniarka Krystyny - Robert Koszucki − policjant - Marek Litewka − Józef |  | - Maria Łozińska − Sylvian - Józef Mastej − trener - Wiesław Mastej − stary Rom - Tadeusz Paczkowski − ojciec Sylvian - Tomasz Tyndyk − „Łoskot" - Maciej Zygadło − policjant |

Odcinek 10
| - Michał Czaderna − kontroler biletów - Marcin Czarnik − mąż w restauracji - Paweł Ferens − wychowawca w pogotowiu opiekuńczym - Wioletta Jabłońska − policjantka - Wojciech Kuliński − inspektor - Małgorzata Łakomska − żona w restauracji - Małgorzata Łata − Basia Puzio |  | - Kamil Łukowicz − Marek Puzio - Filip Perkowski − kelner - Filip Pławiak − Filip Danielak - Piotr Różański − dziadek - Damian Salwin − Tomek Puzio - Małgorzata Urbańska − polonistka |

Odcinek 11
| - Sebastian Łach − Krzysztof Wrocki - Magdalena Różańska − dziewczyna w pubie |  | - Natalia Szyguła − dziewczyna w pubie |

Odcinek 12
| - Magdalena Biegańska − pani Olga - Jowita Budnik − Marlena Turska - Adam Cywka − psychiatra - Natalia Dłutowska − uczennica - Romana Filipowska − kobieta Ola - Marta Jones − uczennica - Marcin Kalisz − lekarz - Magdalena Kępińska − lekarka |  | - Kamila Kuliga − uczennica - Natalia Latała − Asia, córka Marleny - Jerzy Mularczyk − strażnik - Wiktoria Raczycka − Zosia - Beata Rakowska − nauczycielka - Teresa Sawicka − sąsiadka Marleny - Dariusz Toczek − Olo Turski, mąż Marleny - Natalia Wołek − uczennica |

Odcinek 13
| - Przemysław Bluszcz − Janusz Adamczyk - Joanna Gonschorek − Danuta Adamczyk - Szymon Jarecki − Jarek Adamczyk |  | - Natalia Jesionowska − sekretarka w telewizji - Tomasz Kwietko-Bębnowski − szef Kowalskiego w telewizji - Damian Ul − Marek Adamczyk |